# Aerenchym

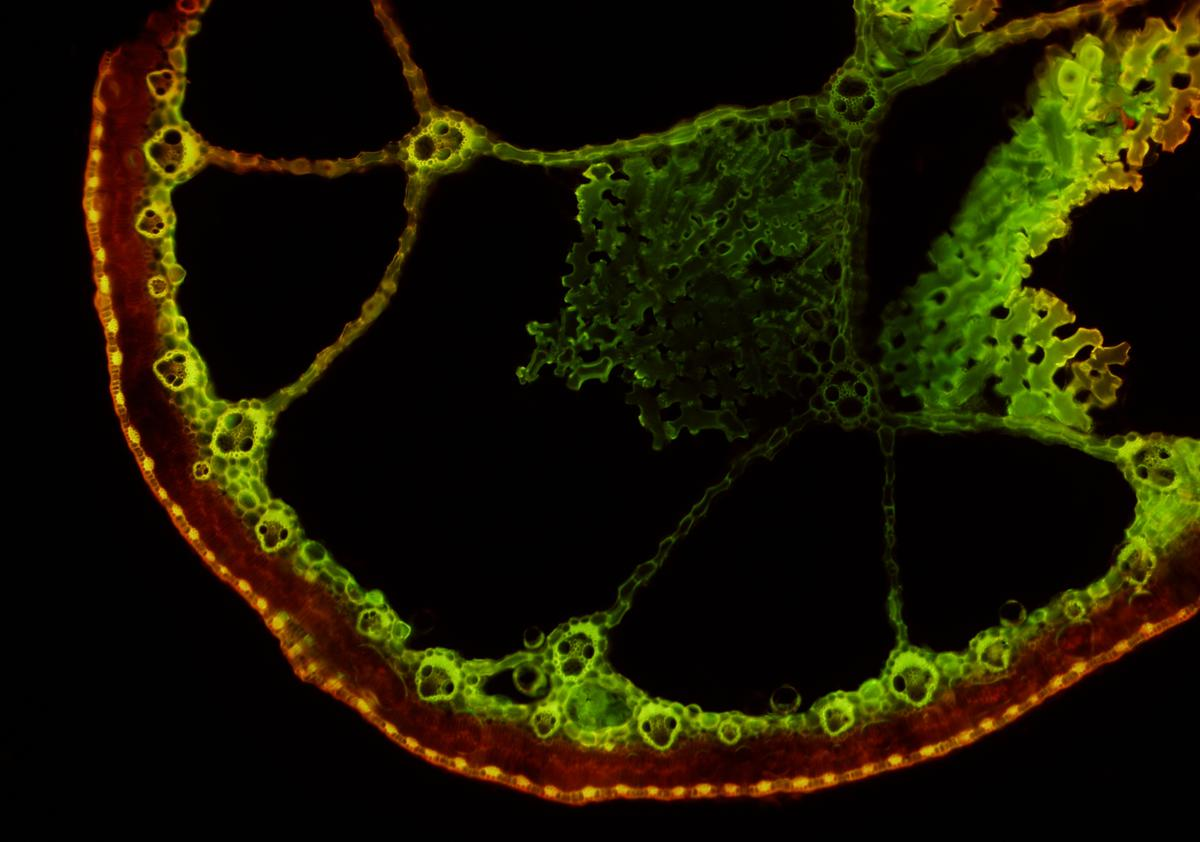
Aerenchym skřípince (Schoenoplectus lacustris)

Aerenchym je zvláštní rostlinné pletivo (druh parenchymu), které například slouží k provzdušňování kořene. Proto je také označován za provzdušňovací pletivo. Aerenchym obsahuje velké dutiny vyplněné vzduchem, které vytváří cestu plynům, jako je kyslík a ethylen.
Aerenchym má například ostřice klasnatá (Carex contigua) nebo tokozelka vodní hyacint (Eichhornia crassipes) či leknín (Nymphaea). (V některých vodních rostlinách jsou tímto druhem buněk tvořeny orgány jako třeba listy, které díky velkému obsahu plynů mohou růst k hladině nebo na ní plavat.)